# Parafia Świętych Cyryla i Metodego na Brooklynie
Parafia Świętych Cyryla i Metodego na Greenpoincie (ang. SS Cyril & Methodius Parish) – parafia rzymskokatolicka położona w dzielnicy Brooklyn, Greenpoint, w stanie Nowy Jork w Stanach Zjednoczonych.
Jest ona wieloetniczną parafią w diecezji Brooklyn, z mszą św. w j. polskim dla polskich imigrantów.
Ustanowiona w 1917 roku i dedykowana Świętym Cyrylowi i Metodemu.

## Szkoły
- St. Cyril & Methodius School